# إغناثيو رودريغيز
إغناثيو رودريغيز (بالإسبانية: Ignacio Rodríguez)‏ هو مبرمج أوروغواياني، ولد في 1999 في مونتفيدو في الأوروغواي.